# تشارلز فرنسيس
تشارلز فرنسيس (3 فبراير 1851 - 28 أكتوبر 1925) (بالإنجليزية: Charles Francis)‏ هو لاعب كريكت بريطاني.